# Gregorio Villafañe (Argentina)
Gregorio Villafañe é uma localidade do partido de Chacabuco, da Província de Buenos Aires, na Argentina.